# Gebhard Henke

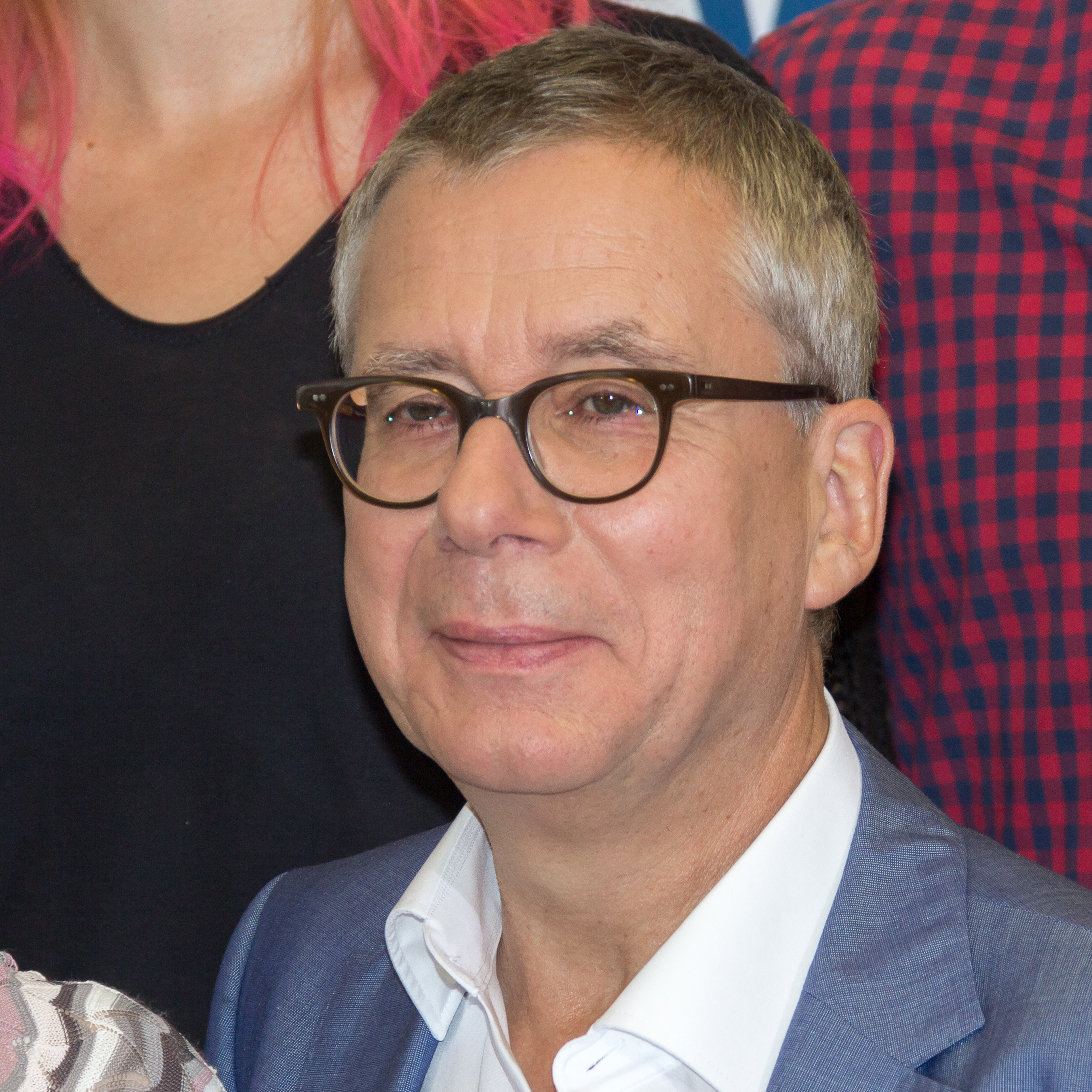
Gebhard Henke, 2015

Gebhard Henke (* 20. Mai 1955 in Holzminden) ist ein deutscher Filmproduzent, ehemaliger Professor an der Kunsthochschule für Medien Köln (KHM) und war langjähriger WDR-Programmbereichsleiter. 2018 erhoben zahlreiche Frauen Vorwürfe der sexuellen Belästigung und des Machtmissbrauchs gegen Henke, dem daraufhin vom WDR gekündigt wurde.

## Ausbildung
Henke studierte Germanistik und Geschichte an der Freien Universität Berlin mit dem Abschluss Magister. Im Anschluss arbeitete er als Lehrbeauftragter an der FU Berlin, als Lektor der UFA-Filmproduktion und des WDR sowie als freier Journalist und Literaturkritiker für die Süddeutsche Zeitung, die Frankfurter Allgemeine Zeitung, die tageszeitung und den SFB.

## Berufliche Karriere
1984 kam er zu einem zweijährigen Redaktionsvolontariat nach Köln zum Westdeutschen Rundfunk Köln, arbeitete im Anschluss als Hörfunkredakteur und ab 1987 als Redakteur und Dramaturg in der Programmgruppe Film und Serie. Die WDR-Nachwuchsreihe Avanti Debütanti wurde von ihm ins Leben gerufen, zudem war er Mitinitiator und Leiter der Reihe „Wilde Herzen“.
Für den WDR betreute er Produktionen wie Lindenstraße, Kleine Haie, Der Totmacher, Das Leben ist eine Baustelle, Lola rennt, Winterschläfer, Good Bye, Lenin! und die WDR-Eigenproduktion Über Barbarossaplatz von Jan Bonny. Darüber hinaus betreute er folgende Filme des Autors und Filmregisseurs Heinrich Breloer: Die Staatskanzlei, Einmal Macht und zurück – die Karriere des Björn Engholm, Kollege Otto, Wehner – die unerzählte Geschichte und Todesspiel.
Zu den von ihm betreuten Serien gehören Leo und Charlotte, Der Dicke, Mord mit Aussicht, Phoenixsee, Frau Temme sucht das Glück, Falk sowie Babylon Berlin.
Gebhard Henke war Initiator und Verantwortlicher für die Tatort-Formate aus Münster (seit 2002) und Dortmund (seit 2012).
Im Herbst 1998 wurde ihm die Leitung der Programmgruppe Fernsehspiel übertragen. Seit 2003 ist er zugleich Leiter des Programmbereichs Film, Unterhaltung und Familie, seit 2009 des Programmbereichs Fernsehfilm, Kino und Serie des WDR.
Er war der ARD-Tatort-Koordinator, Mitglied der Gemeinschaftsredaktion ARD-Hauptabendserie und der Gemeinschaftsredaktion Vorabendserie und von 2003 bis 2018 Mitglied des Vergabeausschusses der Film- und Medienstiftung NRW.
Am 1. Oktober 2001 wurde er zum nebenberuflichen Professor an die Kölner Kunsthochschule für Medien mit dem Fachgebiet „Kreative Produktion/Redaktion“ berufen. Zu seinen Studenten und Absolventen zählen u. a. Jan Martin Scharf, Lola Randl, Thomas Durchschlag, Jan Schomburg, Jan Bonny, Isa Prahl, Corinna Liedtke und Julia Keller.
Henke ist Mitglied der Deutschen Akademie der Darstellenden Künste sowie Mitglied der Heinrich-von-Kleist-Gesellschaft.

## Vorwürfe der sexuellen Belästigung und des Machtmissbrauchs
Im April 2018 wurden Vorwürfe der sexuellen Belästigung und des Machtmissbrauchs gegen Henke erhoben. Daraufhin wurde er von WDR-Fernsehdirektor Jörg Schönenborn von seinem Posten freigestellt.
Sechs Frauen, darunter Charlotte Roche berichteten im Mai 2018 im Spiegel von sexueller Belästigung durch Henke. Später gab der WDR an, mehr als zehn Frauen hätten Vorwürfe gegen Henke erhoben. Die Vorwürfe umfassen den Zeitraum 1990 bis „mindestens 2015“.
Am 14. Juni 2018 gab der WDR bekannt, man habe Henke mit sofortiger Wirkung gekündigt wegen glaubhafter Vorwürfe sexueller Belästigung und unangemessenen Verhaltens gegenüber mindestens zehn Frauen. Henke bestritt die  Vorwürfe.
Studierende der KHM veröffentlichten am 25. Februar 2019 einen offenen Brief, in dem Gebhard Henke zum Rücktritt aufgefordert wurde. Das Studierendenparlament bezeichnete Henkes Präsenz an der KHM als „nicht tragbar“.
Am 21. Februar 2019 wurde bekannt, dass Henke seine Klagen gegen Charlotte Roche und Der Spiegel zurückziehe und es neue Vorwürfe gebe. Dabei handele es sich um „sehr erfolgreiche Frauen aus der Filmbranche“, darunter seien Professorinnen, Regisseurinnen, eine Produzentin und eine WDR-Mitarbeiterin.
Im Juli 2020 verlautbarte die neue Rektorin der KHM Kerstin Stutterheim, dass Henke nicht mehr an der Hochschule angestellt sei. Details könne die KHM nicht bekannt geben, da sie es sich um „personenbezogene Daten“ handle, so die Pressestelle der KHM.

## Publikationen
- Salomé - ein Genie. In: TransAtlantik, Nr. 6/1983
- Poetischer Ausbruch aus dem engen Banat. Hertha Müllers Prosa-Debüt „Niederungen“. In: Süddeutsche Zeitung, 12. April 1984
- Mir erscheint jede Umgebung lebensfeindlich. Ein Gespräch mit der rumäniendeutschen Schriftstellerin Herta Müller. In: Süddeutsche Zeitung, 16. November 1984
- Brausendes Orgelspiel. Josef Einwangers Roman „Daumenkino“. In: FAZ, 20. Februar 1985
- Ist das Leben der beste Autor? Zu Heinrich Breloers „Staatskanzlei und dem dokumentarischen Fernsehspiel“. In: 1. Marler Tage der Medienkultur. Die Barschel-Affäre in den Medien 1987–1989. Adolf-Grimme-Institut, Marl 1989, S. 71 ff.
- Schreiben für das Pantoffelkino- hat das Fernsehen eigene Erzählformen ausgebildet?. In: Gustav Ernst, Thomas Pluch (Hrsg.): Drehbuch Schreiben. Eine Bestandsaufnahme. Wien 1990.
- Geheime Figur. Der Dramaturg. Ein Ständebild. In: epd, Kirche und Rundfunk, Mai 1991
- Der Autor und die Gruppe. In: Regina Werner (Hrsg.): Berliner Drehbuchwerkstatt. 1986–1992. Berlin 1993,  S. 51 ff.
- als Herausgeber: Syd Field, Andreas Meyer, Günther Witte, u. a.:  Drehbuchschreiben für Fernsehen und Film. Ein Handbuch für Ausbildung und Praxis. 7. völlig neu überarbeitete Auflage. München 2000
- Schreiben für die öffentlich-rechtlichen. In: Syd Field, Andreas Meyer, Günther Witte, u. a., Drehbuchschreiben für Fernsehen und Film. Ein Handbuch für Ausbildung und Praxis., hrsg. von Gebhard Henke. 7. völlig neu überarbeitete Auflage. München 2000, S. 167ff.
- Macht-Dreieck. Zum Stellenwert der öffentlich-rechtlichen Fernsehfilm-Redaktion. In: Funkkorrespondenz, 30–31.2001
- Nische oder Kampfplatz - Über den Umgang mit dem filmischen Nachwuchs. In: epd medien, Nr. 52, 6. Juli 2002
- Angst vor der Fiktion. Zur Debatte über den ARD-Film Wut. In: Süddeutsche Zeitung, 7. Oktober 2006
- Nachruf auf Jörn Klamroth. In: Blickpunkt Film, 28. März 2011
- Du kommst ja doch zurück. In: Süddeutsche Zeitung, 9. Februar 2018

## Auszeichnungen
Für seine Redaktionstätigkeit gewann Henke 1992 den Adolf-Grimme-Preis für Wheels and Deals von Michael Hammon, 1993 den Prix Europa für Wehner – die unerzählte Geschichte und 1997 den Goldenen Löwen für das Doku-Drama Todesspiel, beide von Heinrich Breloer. 2008 erhielt er den Deutschen Fernsehpreis für den 2-teiligen Fernsehfilm Contergan und 2018 für die Serie Babylon Berlin.